# Vesuvio (corvetta)
Il Vesuvio è stato un vascello a vela della Real Marina del Regno delle Due Sicilie, successivamente acquisita come corvetta dalla Regia Marina.

## Storia
Costruita nel 1824-1825 nei cantieri di Castellammare di Stabia per la Real Marina del Regno delle Due Sicilie, la nave era in origine un vascello di linea pesantemente armato con 87 bocche da fuoco disposte su tre ponti, due a batteria coperta ed uno scoperto: 63 cannoni da 24 libbre a canna liscia, 4 obici Paixhans da 80 libbre a canna liscia, 4 obici da 30 libbre pure a canna liscia e 16 carronate da 24 libbre anch'esse a canna liscia. Scafo in legno con carena rivestita di rame, la nave aveva tre alberi a vele quadre (armamento velico a nave). 
La nave fu la prima ad essere varata, in tre minuti ed alla presenza del Duca di Calabria e del Principe di Salerno, sull'«avantiscalo» del cantiere di Castellammare, edificato tra il 1822 ed il 1824, che permise di varare le navi verso l'interno del porto invece che verso il mare aperto.
Nel settembre 1825 il Vesuvio, in servizio da alcuni mesi, venne inviato, al comando del capitano di vascello De Blaisi, a Tripoli ed a Tangeri, dove compì azioni dimostrative a contrasto della pirateria barbaresca in Mediterraneo. Nello stesso anno il vascello trasportò da Genova a Napoli il nuovo re delle Due Sicilie, Francesco I.
Nel successivo decennio il vascello venne impiegato per il trasporto di truppe sulla rotta Napoli-Palermo e per crociere addestrative per gli aspiranti guardiamarina.
Nel marzo 1834 il Vesuvio venne portato nei cantieri di Castellammare e sottoposto a lavori di carenatura (facendolo inclinare dapprima sulla dritta e poi sulla sinistra) e calafataggio, con la sostituzione di alcune lamiere di rame. I lavori durarono tre mesi.
Il 10 maggio 1843 320 membri dell'equipaggio del vascello contribuirono, insieme ad altri 2200 uomini, a tirare in secco il vecchio vascello Capri. Il 1º luglio 1843 la nave, al comando del brigadiere Raffaele De Cosa e con a bordo la principessa Maria Teresa Cristina di Borbone, sposa dell'imperatore Dom Pedro II del Brasile, lasciò Napoli diretta a Rio de Janeiro, dove doveva condurre Teresa Cristina, insieme alle fregate Amalia, Partenope e Regina Isabella e ad una Divisione navale brasiliana comandata dal contrammiraglio Teodoro Di Beaurepaire. Passato l'equatore nella notte tra il 17 ed il 18 agosto (in condizioni piuttosto difficili, causa la bonaccia ed al contempo il mare agitato), le navi giunsero nella città brasiliana al tramonto del 3 settembre. Trattenutesi a Rio per quasi un mese e mezzo per partecipare alle celebrazioni in onore di Teresa Cristina e rifornirsi di viveri ed acqua, le navi ne ripartirono poi il 15 ottobre, per arrivare a Napoli la sera del 24 dicembre 1843, dopo 140 giorni di navigazione. Si trattò della prima traversata in convoglio dell'Atlantico meridionale verso l'America Latina, durante la quale si ebbe anche modo di compiere osservazioni meteorologiche sul clima della zona torrida.
Nell'ottobre 1844, essendosi individuata una falla a prua del Vesuvio, il vascello, invece che essere abbattuto per le riparazioni come d'uso (e come già avvenuto nel 1834), dato che tale procedimento avrebbe potuto nuocere ad una nave con parecchi anni di servizio alle spalle, venne parzialmente portato in secco sullo scalo d'alaggio del cantiere di Castellammare, permettendo così la riparazione.
Il 28 luglio 1845 l'unità, scortata da una formazione navale (fregate Regina Isabella, Amalia e Partenope, corvetta a vela Cristina, avviso Delfino), portò a Palermo i re di Napoli, i conti di Caserta e di Trapani e parte del seguito.
Nel gennaio 1848 il Vesuvio, al comando del capitano di vascello Giorgio Miloro, prese parte alla repressione delle rivolte indipendentiste sorte in Sicilia.
Il 14 agosto 1852 il vascello, il cui comandante era allora il capitano di vascello Luigi Chrétien, fu la prima unità ad essere portata in secco nel nuovo bacino di raddobbo dell'Arsenale di Napoli. Successivamente l'armamento venne leggermente ridimensionato ad 81 bocche da fuoco.
La nave, ormai vecchia ed usurata, non ebbe alcun ruolo nelle vicende che condussero alla caduta del Regno delle Due Sicilie ed all'unità d'Italia: alla presa di Napoli, il 7 settembre 1860, era in disarmo nella darsena della città, e, nonostante il formale incorporo nella neonata Regia Marina italiana (17 marzo 1861), si decise che le condizioni in cui l'anziano vascello (declassato a corvetta di II rango e con l'armamento ridotto a 48 cannoni da 80 libbre) versava ne sconsigliassero la rimessa in servizio: considerato inutilizzabile, il Vesuvio venne radiato già nel 1861 e quindi, il 9 giugno di quell'anno, rimorchiato a Pozzuoli dalla pirofregata a ruote Tancredi.
All'asta pubblica bandita il 1º febbraio 1862 per la vendita per demolizione del vascello, al prezzo base di 155.000 lire, non si presentò nessuno: ricondotto a Castellammare, il vecchio Vesuvio, quando si riuscì infine a trovare un acquirente, venne nuovamente trainato a Pozzuoli il 3 gennaio 1865 e quindi smantellato.